# Polenlager
Los Polenlager (en alemán: [ˈpoːlənˌlaːɡɐ], Campos Polacos) era un sistema de campos de trabajos forzados en Silesia que retuvo a los polacos durante la ocupación alemana de Polonia durante la Segunda Guerra Mundial. Los prisioneros, originalmente destinados a ser deportados a través de la frontera al nuevo distrito semicolonial del Gobierno General, fueron enviados a los Polenlager entre 1942 y 1945, una vez que los otros emplazamientos estaban llenos para acomodar a los prisioneros.
Había más de 30 Polenlager, la mayoría en Silesia.

## Historia
Todos los Polenlager fueron clasificados por los alemanes como "reformatorios de trabajo". Fueron construidos cerca de los principales lugares de trabajo militares para el suministro constante de mano de obra esclava. Los campamentos tenían personal alemán permanente, aumentado por cautivos y voluntarios de otros países de Europa del Este (conocidos como Hiwis). Los polacos fueron trasladados a los Polenlagers en trenes llenos desde otros campos temporales, después de haber sido desalojados de sus hogares para dar paso a nuevos colonos (ver: Aktion Saybusch). Algunos de los silesianos que fueron encarcelados allí, se negaron a firmar el Volksliste (DVL) o reclamar la nacionalidad alemana.
La idea de los Polenlager fue parte del plan de Adolf Hitler, conocido como Lebensraum, que implicó la germanización de todas las áreas polacas anexionadas por la Alemania nazi con la ayuda de colonos de Bucovina, Galitzia Oriental y Volinia. El objetivo principal del desplazamiento forzoso de polacos era crear un enclave exclusivo para alemanes conocido como Reichsgau de Wartheland en los territorios anteriormente polacos.

## Distribución del campo

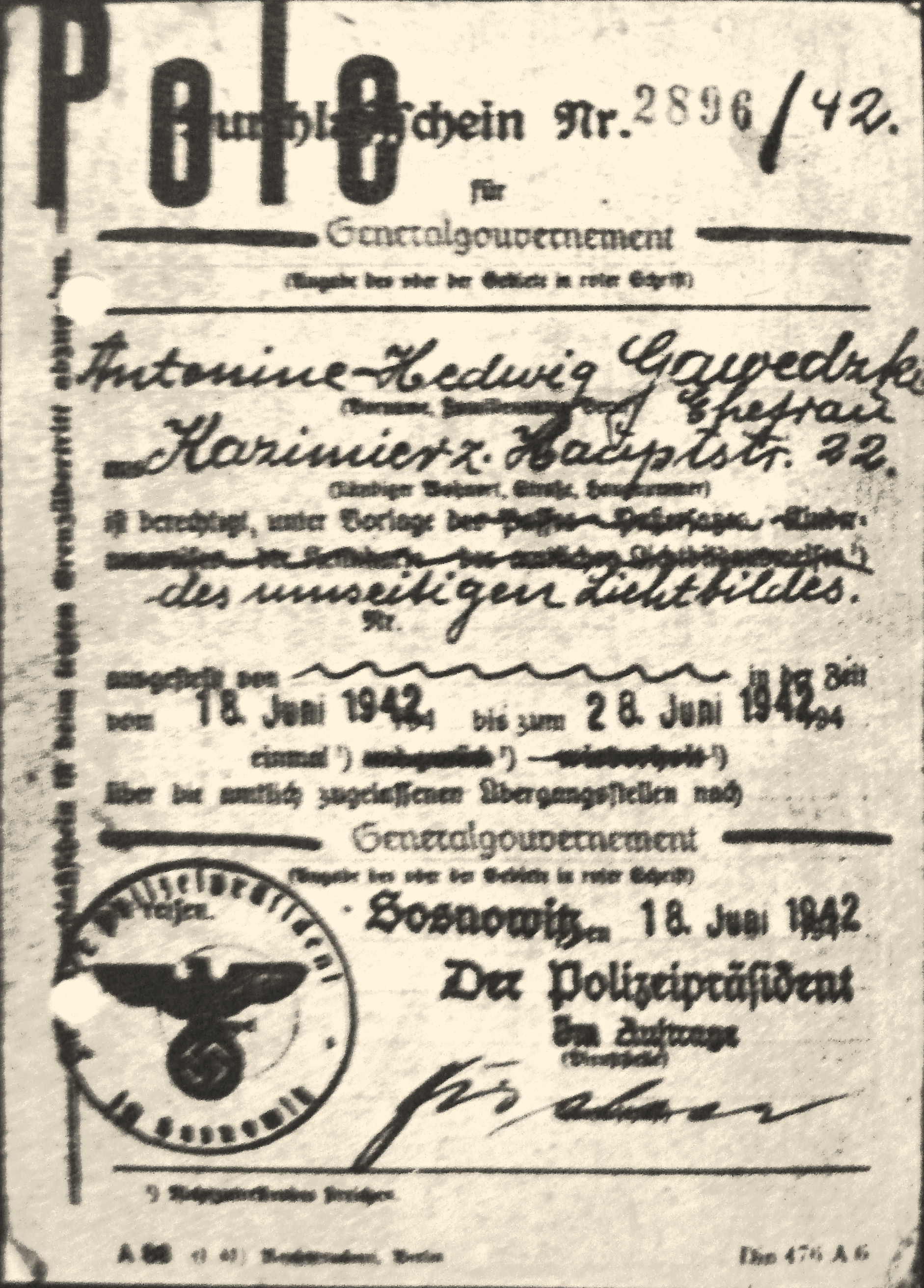
Orden de expulsión para una mujer de Sosnowiec, con la palabra polaca estampada, 1942.

Se identificaron más de 30 Polenlager en la investigación, principalmente en Silesia (26), pero también en otros lugares del Tercer Reich y en la actual República Checa. Los historiadores estiman que su número fue aún mayor. En algunos campos, como el Polenlager 92 en Kietrz (Katscher), las viviendas se instalaron en la fábrica donde trabajaban los prisioneros; se les dio alrededor de 1 metro cuadrado por persona para vivir, en un piso rediseñado de la fábrica textil de Schaeffler. En 1943, procesaron en hilo 3 toneladas de cabello humano entregado desde Auschwitz en dos vagones de ferrocarril.
En el Polenlager 75 de Racibórz (Ratibor), con 142 presos en el 14 de enero de 1943 según los registros, el 22,1% tenían menos de 14 años. En el Polenlager 10 en Siemianowice Śląskie (en la foto), niños de tan solo ocho años fueron obligados a trabajar en una cantera de piedra. La documentación existente indica que también se habían hecho planes para una mayor expansión del sistema de Polenlager. Todos ellos fueron designados dentro del marco de numeración general de los campamentos del Volksdeutsche Mittelstelle. No se numeraron sucesivamente.
| #  | Nombre del Campo           | Ciudad o pueblo (en polaco y/o alemán)                        | Notas |
| -- | -------------------------- | ------------------------------------------------------------- | --- |
| 1  | Polenlager 4               | Dąbrówka Mała (Eichenau)                                      | en el barrio de Katowice |
| 2  | Polenlager 7               | Ruda Śląska (Ruda-Kochlowitz, Aug 20, 1942 – Jan 1945)        | en la escuela en la calle Młodzieżowa 26                                                                                          |
| 3  | Polenlager 10              | Siemianowice Śląskie (Laurahutte)                             | en la mansión de Donnersmarck, para los polacos étnicos                                                                           |
| 4  | Polenlager 11              | Siemianowice Śląskie                                          | campo de trabajos forzados para judíos                                                                                            |
| 5  | Polenlager 28              | Orzesze (Orzesche)                                            | en los edificios del hospital en Kolonia Marii                                                                                    |
| 6  | Polenlager 32              | Bogumin (Polenlager Oderberg)                                 | junio de 1942 - mayo de 1945, con 104 polacos confirmados muertos (42 hombres, 39 mujeres, 23 niños, incluidos 14 niños pequeños) |
| 7  | Polenlager 40              | Frysztat, pow. cieszyński                                     | junio de 1942 - abril de 1945, distrito de Frysztat                                                                               |
| 8  | Polenlager 41              | Piotrowice, pow. cieszyński                                   | junio de 1942 - abril de 1945 |
| 9  | Polenlager 56              | Lyski (Lissek)                                                | junio de 1942 - noviembre de 1943                                                                                                 |
| 10 | Polenlager 58              | Pszów (Pschow), pow. rybnicki                                 | Establecido el 10 de septiembre de 1942 en un presbiterio                                                                         |
| 11 | Polenlager 63              | Czechowice-Dziedzice (Tschechowitz-Dzieditz)                  | junio de 1942 - enero de 1945 |
| 12 | Polenlager 75              | Racibórz Strzelnica (Polenlager Ratibor)                      | cerrado en noviembre de 1943, los prisioneros se trasladaron a Kietrz                                                             |
| 13 | Polenlager 82              | Pogrzebień, pow. raciborski                                   | con niños capturados en la Aktion Oderberg                                                                                        |
| 14 | Polenlager 83              | Dolní Benešov, Beneszów, pow. raciborski                      | junio de 1942 - abril de 1945 |
| 15 | Polenlager 86              | Otmuchów (Ottmachau), pow. grodkowski                         | hasta 1945 |
| 16 | Polenlager 92              | Kietrz (Polenlager Katscher)                                  | desde agosto de 1942, en la fábrica textil de Schaeffler                                                                          |
| 17 | Polenlager 93              | Gliwice Sobieszowice, pow. gliwicki                           | agosto de 1942 - abril de 1944 |
| 18 | Polenlager 95              | Żory (Sohrau), pow. rybnicki                                  | desde agosto de 1942 |
| 19 | Polenlager 97              | Rybnik, pow. rybnicki                                         | en el cuartel por la pista de aterrizaje del planeador                                                                            |
| 20 | Polenlager 168             | Gorzyce (Polenlager Groß Gorschütz)                           | ubicado en el Castillo Inferior (Mały Zamek)                                                                                      |
| 21 | Polenlager 169             | Kolonia Fryderyk, pow. raciborski                             | posiblemente en Klein Gorschütz (?)                                                                                               |
| 22 | Polenlager 188             | Piekary Śląskie (Deutsch Piekar)                              | desde 1942 |
| 23 | Polenlager 189             | Zawiść (Zawisch), pow. pszczyński                             | en Orzesze-Zawiść, en la antigua mansión Tiele-Winckler                                                                           |
| 24 | Polenlager 209             | Chorzów (Polenlager Königshütte)                              | en el barrio de Królewska Huta |
| 25 | Polenlager Tichau          | Tychy                                                         | posiblemente e Zawisch (?) |
| 26 | Polenlager Friedland       | Mieroszów                                                     | hasta 1945 |
| 27 | Polenlager Friedland 0/S   | Korfantów                                                     | mediados de 1942 – octubre de 1943                                                                                                |
| 29 | Polenlager Kattowitz       | Katowice (Kattowitz-Eichenau 15, & Kattowitz-Idaweiche)       | desde julio de 1943 |
| 28 | Polenlager Klein Gorschütz | Gorzyczki (Klein Gorschütz)                                   | junio de 1942 - noviembre de 1943, en viejos edificios de minas de carbón.                                                        |
| 30 | Polenlager Ost             | Munich, Germany                                               | Außenkommando |
| 31 | Polenlager Süd             | Munich, Germany                                               | Außenkommando |
| 32 | Polenlager HASAG           | Leipzig, Germany                                              | Bautzner Straße |
| 33 | Gefangenlager Skrochowitz  | Skrochovice (Skrochowitz), pow. opawski, Sudetenland, Germany | desde septiembre de 1939; en la antigua refinería de azúcar                                                                       |